# ميخائيل كامبل (منافس ألعاب قوى)
ميخائيل كامبل (بالإنجليزية: Michael Campbell)‏ هو منافس ألعاب قوى جامايكي، ولد في 11 سبتمبر 1978 في كينغستون في جامايكا.

## وصلات خارجية
- ميخائيل كامبل على موقع الاتحاد الدولي لألعاب القوى (الإنجليزية)
- ميخائيل كامبل على موقع أوليمبيديا (الإنجليزية)